# Arroyo Sencata
Arroyo Sencata är ett vattendrag i Chile.   Det ligger i regionen Región de Tarapacá, i den norra delen av landet, 1 600 km norr om huvudstaden Santiago de Chile.
Trakten runt Arroyo Sencata är ofruktbar med lite eller ingen växtlighet. Trakten runt Arroyo Sencata är nära nog obefolkad, med mindre än två invånare per kvadratkilometer.